# Carolina Coronado

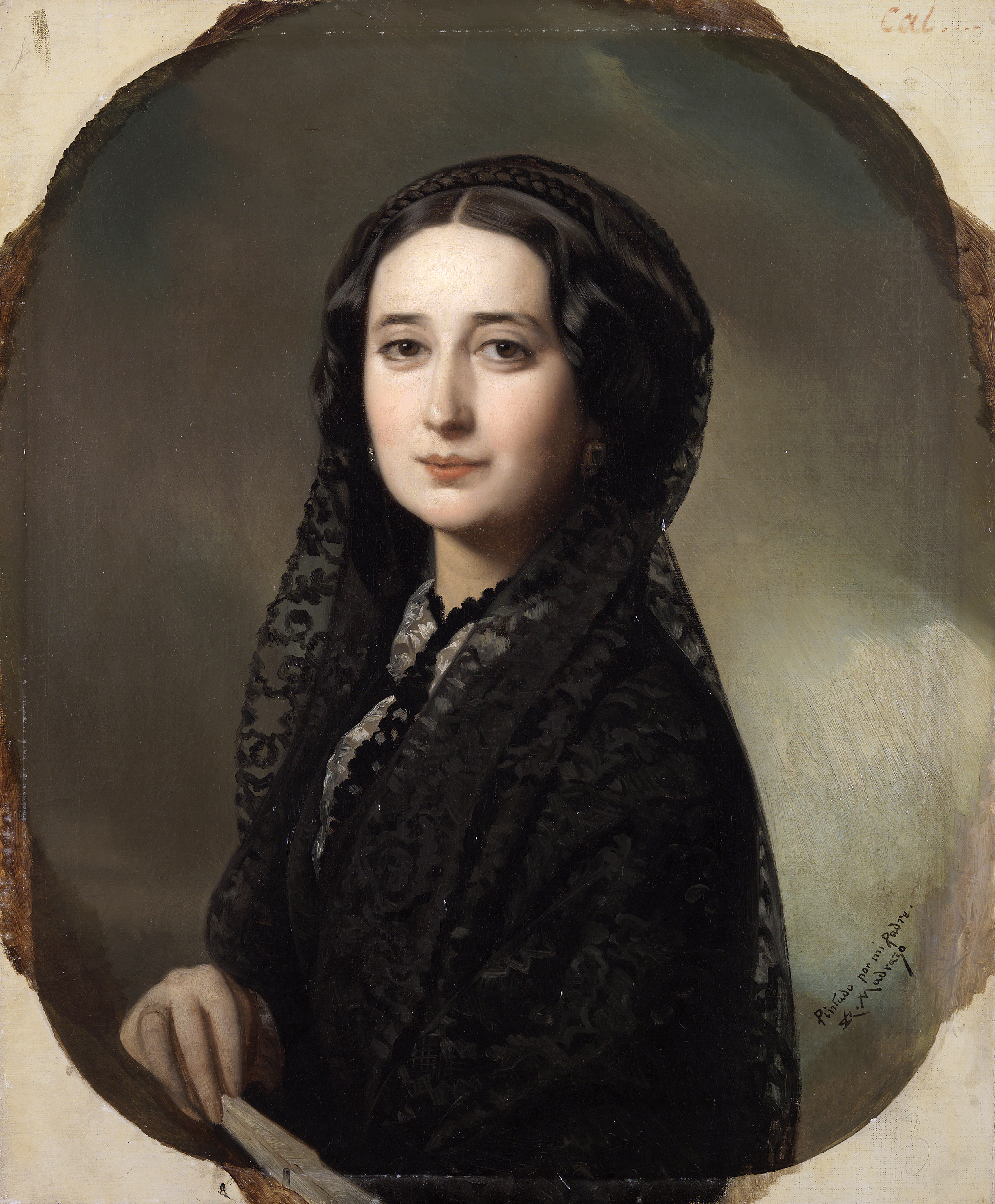
Carolina Coronado, porträtterad av Federico de Madrazo.

Carolina Coronado Romero de Tejada, född den 12 december 1820 i Almendralejo, död den 15 januari 1911 i Lissabon, var en spansk skald. Hon var gift med den amerikanske diplomaten Horacio Justo Perry. 
Carolina Coronado, som var en diktare med mystisk dragning, slöt sig till romantiken och uppträdde redan mycket ung inom det litterära sällskapet El liceo de Madrid. "Hennes svärmiskt lyriska dikter utmärkas af djup känsla, gratie och musikaliskt välljud, men hennes popularitet har under senare tid varit i aftagande", skriver Adolf Hillman i Nordisk familjebok. En särskild uppmärksamhet väckte hennes El amor de los amores, som återför tanken på "Höga visan". Dikten Á la Palma, ett hyllningskväde till José de Espronceda, skrev hon vid 15 års ålder. Av Coronados övriga arbeten förtjänar Poesias (1843), med företal av Hartzenbusch, komedin El cuadro de la esperanza, det historiska dramat Alfonso IV de Aragón samt, av romaner och noveller, Paquita (1851), La luz del Tajo (1854), Adoración och Jarilla att nämnas.